# Rawar
Warszawskie Zakłady Radiowe „Rawar” – polskie nieistniejące obecnie przedsiębiorstwo przemysłu radiotechnicznego, wytwarzające urządzenia radiolokacyjne.
Od 1976 roku weszło w skład CNPEP Unitra-Radwar, późniejszego Radwar S.A., jako jego oddział.

## Historia
Za początek Rawaru uważać można rok 1954, kiedy to rozpoczęto budowę Zakładów Radiowych T-1, które miały objąć dotychczasowy wydzielony pion radiolokacji Zakładów Radiowych im. Kasprzaka w Warszawie.
- Pierwszym wyrobem przedsiębiorstwa był radar do kierowania ruchem artyleryjskim SON-4 na licencji radzieckiej.
- Pierwszym polskim radarem był opracowany w 1956 roku zestaw Nysa. Był on eksportowany m.in. na Sri Lankę[2].
- W 1958 opracowano pierwszy polski radar nawigacyjny typu RWM-61 (BAŁTYK).

Lata 60. to czas nowych konstrukcji stacji ostrzegawczych JAWOR i wysokościomierzy BOGOTA. W okresie tym produkowano również stację radarową P-35 na licencji radzieckiej dla wojsk Układu Warszawskiego.
W latach 70. i 80. zakłady RAWAR należały do Zjednoczenia Przemysłu Elektronicznego UNITRA.
Rok 1975 przyniósł ostatnią konstrukcję na technice lampowej. Był to wysokościomierz NIDA (Użycie tranzystorów nastąpiło już wcześniej przy modyfikacji stacji JAWOR).
W latach 70. unowocześniono również radary nawigacyjne opracowując ich 3 generację. Tak więc po technice lampowej i tranzystorowej przyszedł czas na technikę układów scalonych (radary typu SRN).
W 1976 WZR RAWAR weszły w skład nowo powstałego przedsiębiorstwa „Centrum Naukowo-Produkcyjne Elektroniki Profesjonalnej Radwar”. RADWAROWI przyporządkowany został również Przemysłowy Instytut Telekomunikacji, który na szeroką skalę współpracuje z Zakładami RAWAR.
W latach 80. WZR realizowało kontrakty eksportowe radarów dla Libii (były to stacje JAWOR-M2, wysokościomierze NIDA, oraz radar niskiego pułapu NAREW). W tych czasach opracowano również radar NUR-21 do systemów obrony przeciwlotniczej (później eksport do Indii).
Po transformacji gospodarczej na początku lat 90. nastąpiło zmniejszenie wielkości produkcji. Skupiono się na pracach Ośrodka Badawczo-Rozwojowego mającego na celu wyposażenie Wojska Polskiego w systemy identyfikacji „Swój-Obcy” SUPRAŚL oraz przeciwlotniczego zestawu artyleryjskiego LOARA.
W 1993 roku prowadzono badania nad wozem automatyzacji dowodzenia ŁOWCZA-3 (do 2003 wyprodukowano 5 takich wozów). W tym roku w RAWARZE produkowano również transpondery i urządzenia zapytujące do systemu identyfikacji „Swój-Obcy” Mk-XII na licencji Thomsona.
Prace badawczo rozwojowe nad systemami WETLINA i CZECZOTKA. Zaprzestano produkcji radarów nawigacyjnych. Ostatnim wyrobem do radiolokacji morskiej była antena szczelinowa 9XK ciesząca się uznaniem niemieckich firm.
Głównie skupiono się na projekcie LOARA który to w 2002 roku pomyślnie przeszedł badania MON. Projekt LOARA zaowocował takimi produktami jak BLENDA (wóz dowództwa zestawu artyleryjskiego), MMSR (małogabarytowa mobilna stacja radiolokacyjna), POPRAD (lekki przeciwlotniczy zestaw rakietowy).
Przedsiębiorstwo produkuje również m.in. radarowe mierniki prędkości
- 1994 – miernik przenośny RAPID używany przez polską policję
- 2001 – FOTORAPID radar z graficzną rejestracją obrazu

Po 1993 roku przedsiębiorstwo państwowe Unitra-Radwar zostało przekształcone w spółkę akcyjną Radwar, w której składzie nadal do  2009 roku funkcjonował odrębny oddział o nazwie Warszawskie Zakłady Radiowe „Rawar”.